# Iluminación física

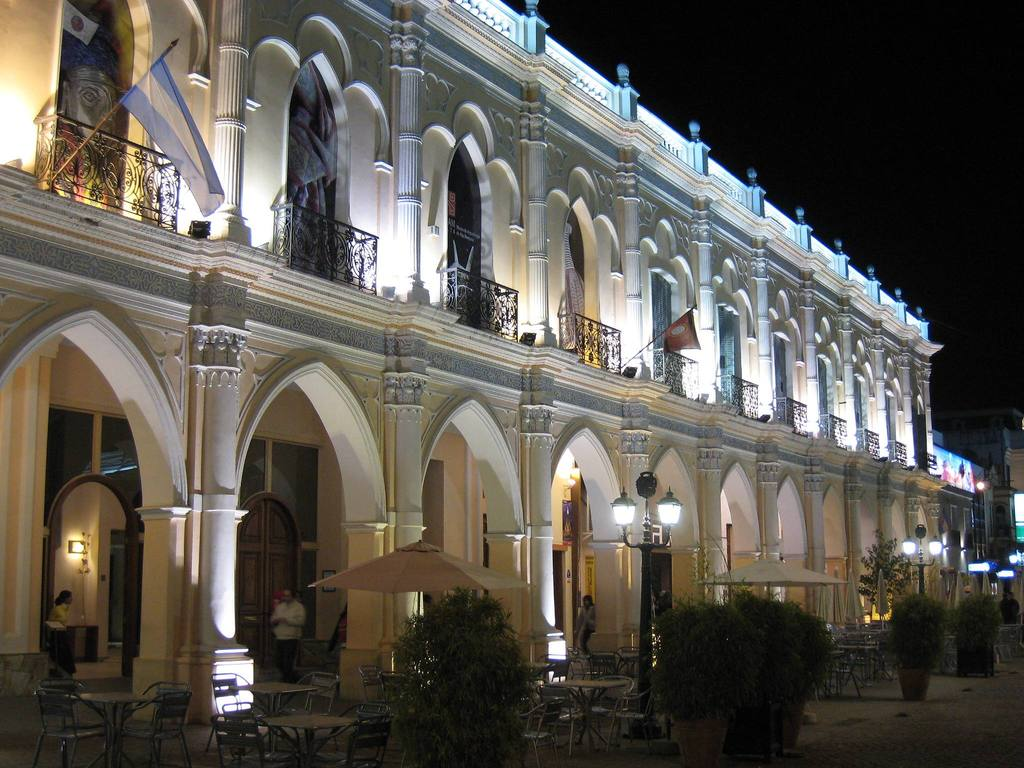
Edificio iluminado en la ciudad de Salta, Argentina.

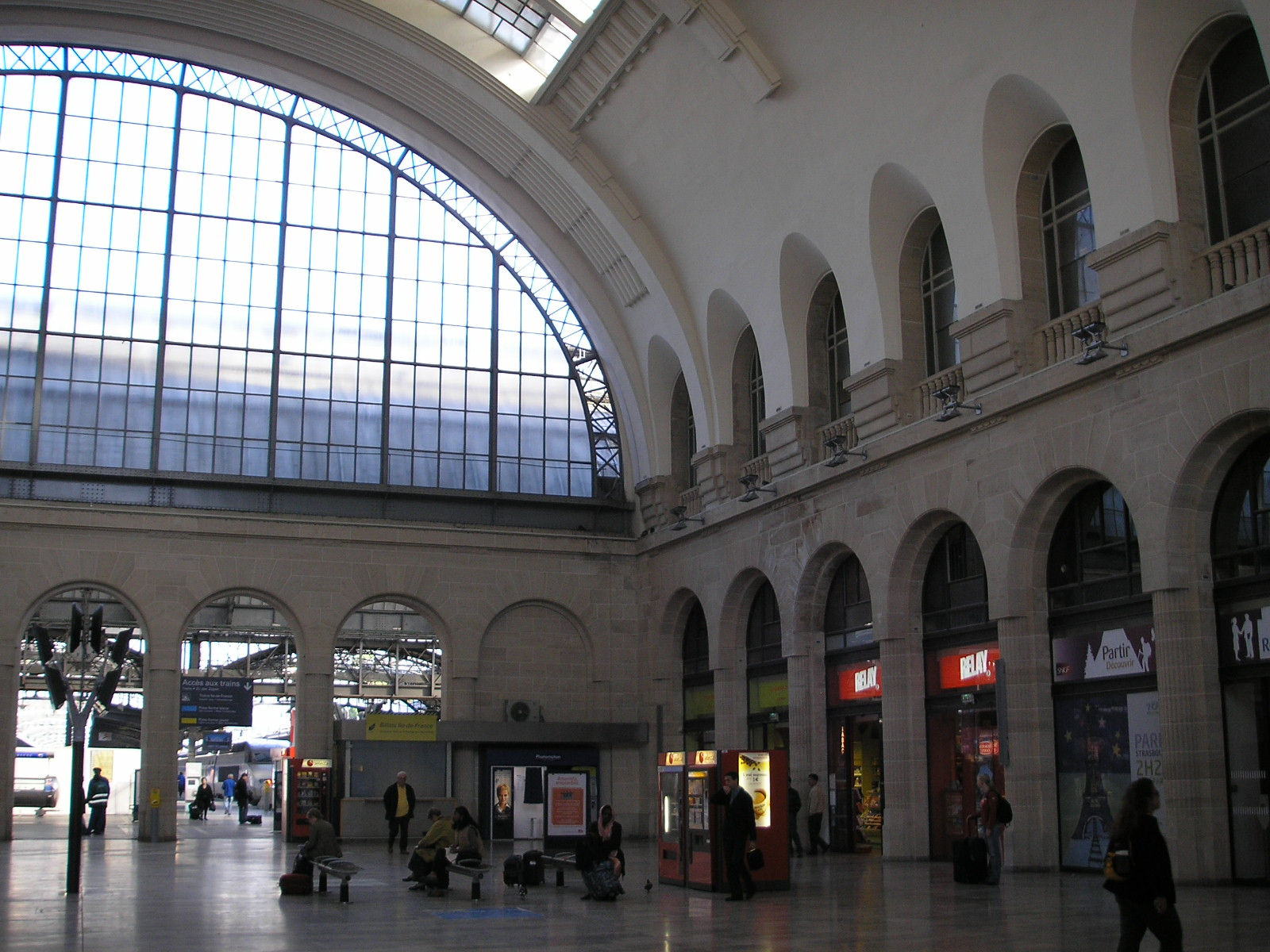
Iluminación natural utilizada en la estación de París Este.

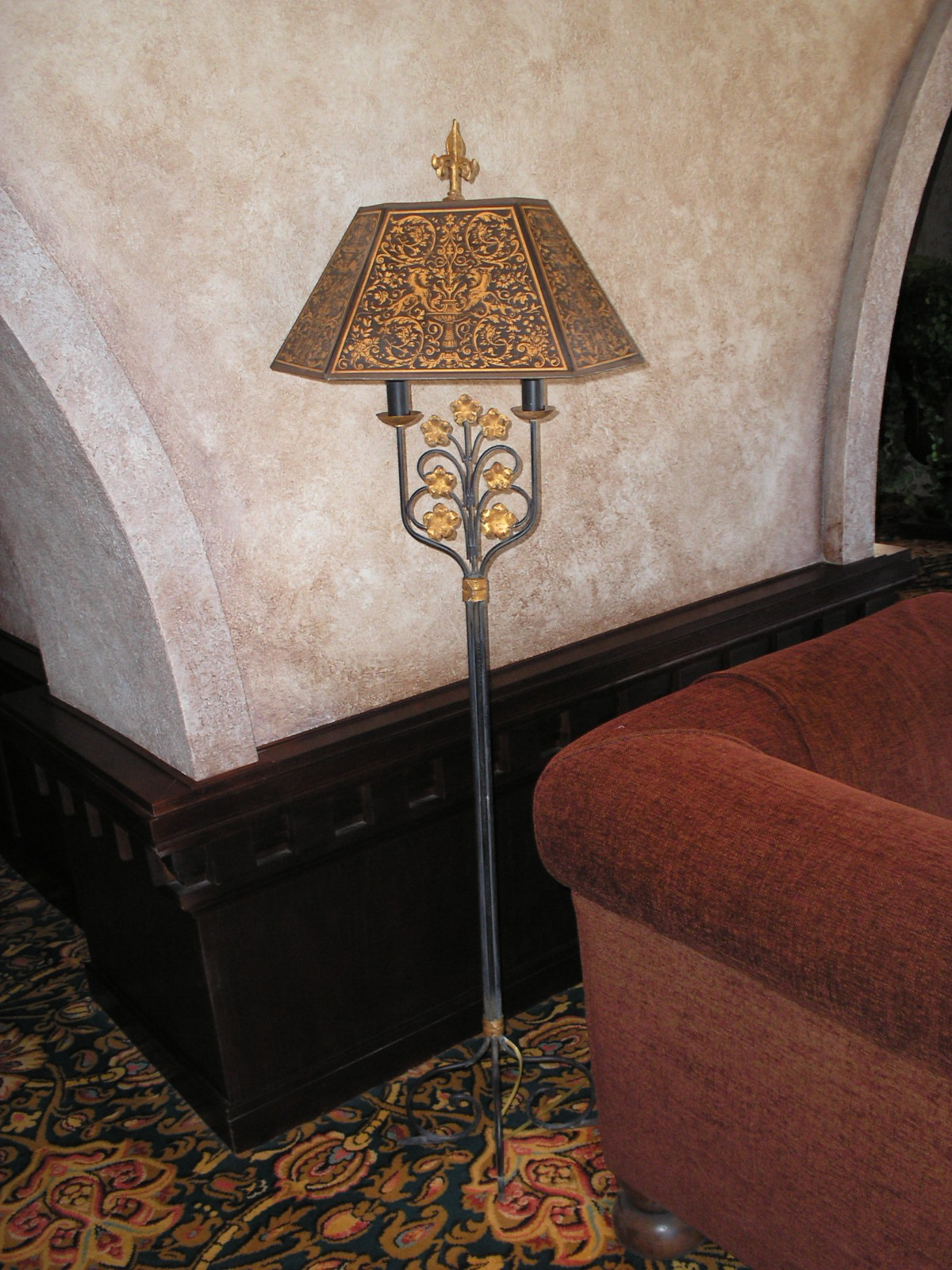
Lámpara.

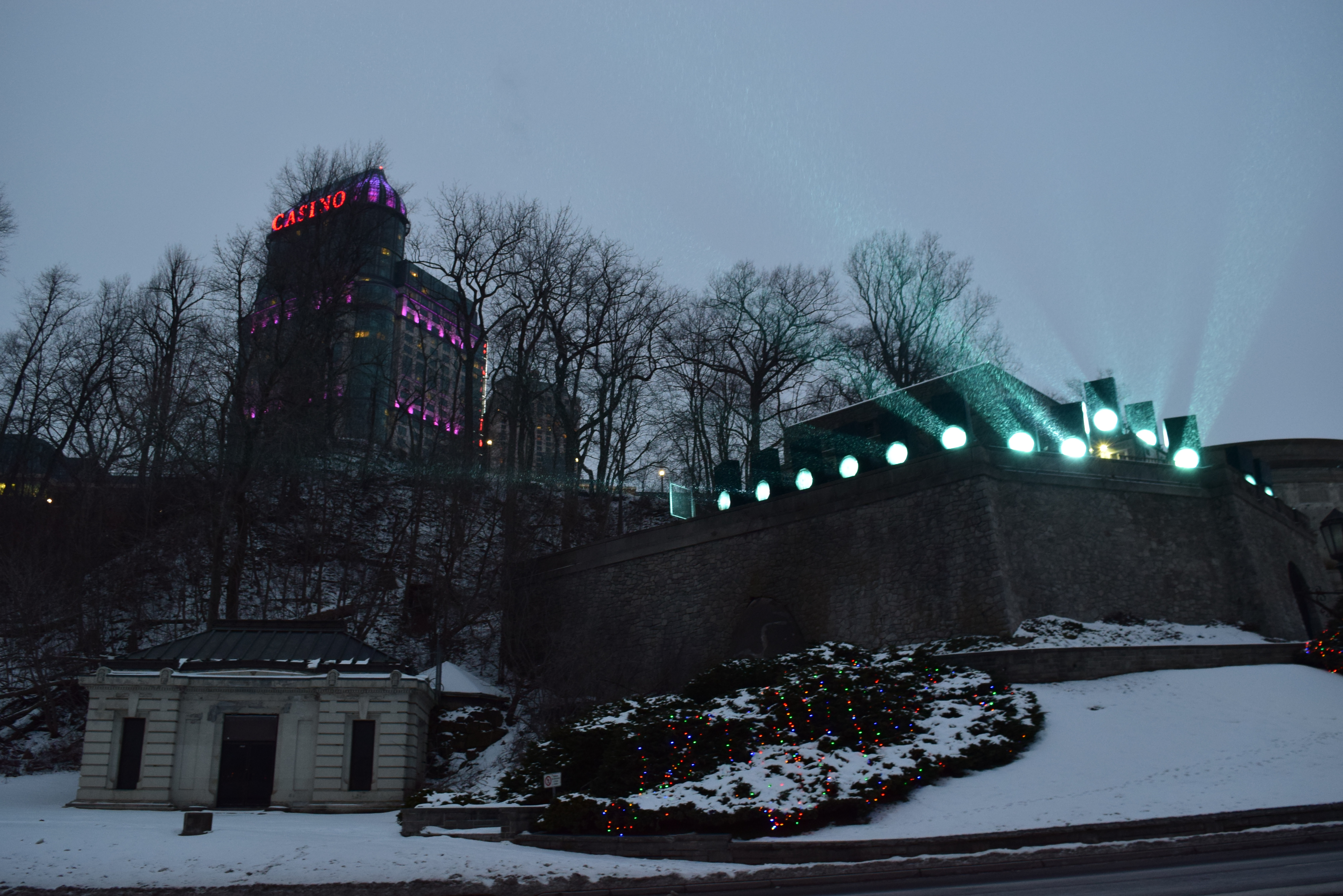
Edificio iluminado en Ontario, Canadá.

La iluminación es la acción o efecto de iluminar. En la técnica se refiere al conjunto de dispositivos que se instalan para producir ciertos efectos luminosos, tanto prácticos como decorativos. Con la iluminación se pretende, en primer lugar, conseguir un nivel de iluminación - interior o exterior - , o iluminancia, adecuado al uso que se quiere dar al espacio iluminado, nivel que dependerá de la tarea que los usuarios hayan de realizar.

## Percepción de la luz
La manera en como percibimos la luz está asociada no solo por el estímulo de la vista o del sentido propio de ver. El estímulo del sistema visual provee información para que el ojo lo interprete con base en experiencias pasadas o el conocimiento de esta manera hace que la información coincida con códigos de información almacenada para así interpretar situaciones y en caso específico objetos dentro de un entorno iluminado.
La manera en como funciona este proceso es que los objetos que se mueven frente a nosotros son captados por la retina que su vez dan forma y tamaño según las leyes de la óptica física. Es por ello que la luz del día se va moviendo a través del cielo y por las condiciones meteorológicas, nuestra percepción de la realidad y la iluminación según el lugar en donde nos encontremos va cambiando poco a poco conforme avanza el día. Esta variante de percepción ligada a la iluminación natural del día se le conoce como constancia perceptual.

### Constancias de la percepción
Existen cuatro atributos fundamentales de un objeto relacionado con la iluminación, los cuales varían según la cantidad de luz física que reciben o que comprende en su entorno:
- Iluminación
- Color físico
- Tamaño
- Forma

### Factores humanos y luz
La luz física afecta directamente la respuesta emocional y la manera como los seres humanos percibimos los espacios lo cual, incide directamente en las sensaciones que se van a generar habitando estos lugares. Si el espacio tiene un diseño adecuado de iluminación, hará que el ser humano se sienta cómodo y con una sensación de bienestar. 
El diseño de iluminación no comienza con la selección de las luminarias, si no, con la evaluación de los ocupantes, lo cual comprende las necesidades de estos, las habilidades que tienen tanto física como visualmente, estilo de vida y edad (las personas mayores de 55 años requieren el doble de iluminación en un espacio que las personas de 20 años). 
Por esta razón, se deberá realizar un proyecto de iluminación física en un espacio considerando todos estos detalles.

## Calidad de la luz
La luz física dentro de los espacios la podemos encontrar de manera directa o difusa.
La luz difusa disminuye la presencia de sombras y da una sensación de relajamiento y de una atmósfera más adecuada para el habitante, esta luz hace que ningún objeto sea protagonista de un espacio o tenga una atención localizada. Todos los objetos de un espacio con iluminación difusa tienen la misma jerarquía o importancia, por otro lado cuando contamos con iluminación directa creamos sombras y énfasis en el objeto o área que se está iluminando con esta, ya que es más puntual y crea un énfasis en las formas y texturas.

## La mejora de la luz física en los espacios
El objetivo que se tiene siempre considerado y como tal el principal de las instalación eléctricas y de iluminación dentro de un espacio es poder ofrecer al habitante de estos el poder realizar las tareas de manera más rápida, cómoda y segura. Se entiende entonces que esto es para poder lograr objetivos es por ello que es necesario poder ofrecer y espacios lo suficientemente iluminados para entonces tener una percepción visual adecuada y así realizar los trabajos a desempeñar de la mejor manera.  Es por ello que se entiende si cambiamos las tareas que se deben llevar a cabo en un espacio la iluminación física deberá cambiar y viceversa. Se deberán considerar los siguientes aspectos para que esto. 
- Índices de reproducción cromática adecuados donde sean necesarios.
- Diseño de iluminación, al crear un proyecto, se consideran las necesidades específicas del espacio así como las áreas y las ubicaciones de los luminarias.
- Evitar deslumbramientos, pensar siempre en el confort visual.
- Cálculo de flujo luminoso necesario para las zonas de trabajo que relacionan el uso de maquinarias.
- La incorrecta especificación de luminarias puede llevar a problemas en la vista, migrañas, dolores de cabeza.

## Intensidad lumínica de diferentes fuentes y lugares de alimentación
Situación - Emitancia luminosa
- Sol de verano - de 10 000 a 50 000 lux

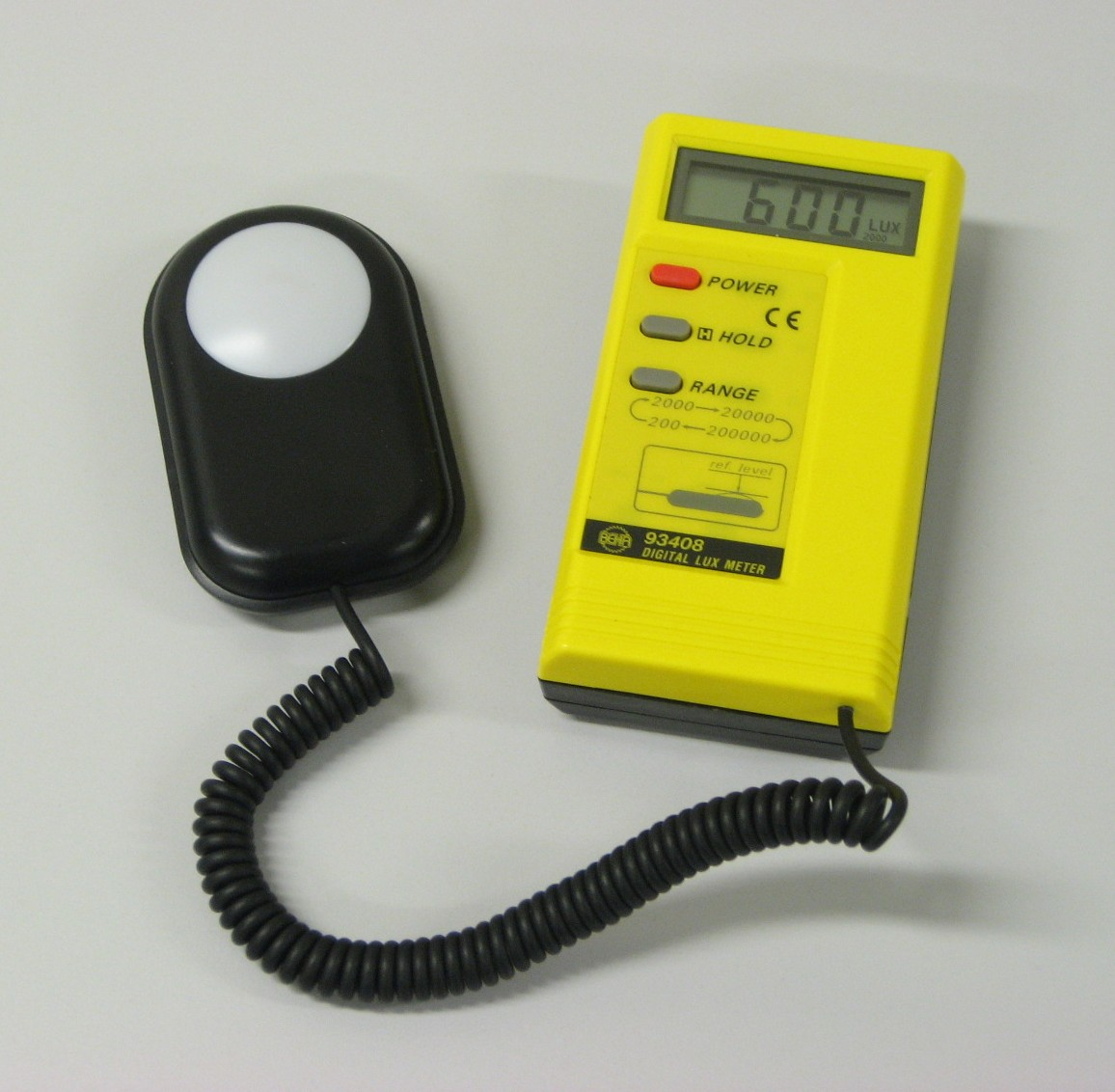
Luxómetro para medir la emitancia luminosa.

- Luz diurna en un día nublado - 5000 lux
- Iluminación de trabajo - 1000 a 1500 lux
- Iluminación del hogar (salón) - 150 lux
- Iluminación de las calles - 1 a 20 lux
- Umbral de los ojos para distinguir el color - 3 lux
- Luna llena - 0,5 lux

## Estilos de iluminación
- De manchas: distribuyen todo un conjunto de manchas luminosas por las superficies y perfiles del decorado, que se encuentra escasamente iluminado por una débil luz difusa.
- De zonas: crea una serie escalonada de zonas de luz de mayor a menor luminosidad; de esta forma se centra la atención, se ayuda a expresar la distancia y se crea un ambiente.
- De masas: imita el efecto natural de la luz.

### Iluminación en las áreas de relajación
Un nivel bajo de iluminación general combinado con luz puntual en espacios o acentos de luz crea una atmósfera de relajación, la uniformidad es una de las características a considerar para ambientes de este tipo. Usualmente se utilizan niveles de iluminación bajos, donde la temperatura de color oscila entre los 2700 y 3000 K; esto crea un ambiente cálido y de satisfacción, las luminarias no se colocan de manera directa o algunas veces se ocultan y hacia la fuente de luz no se percibe a primera vista; un ejemplo de estas aplicaciones son los spas, áreas de masaje o centros de meditación.

### Iluminación en los centros de trabajo

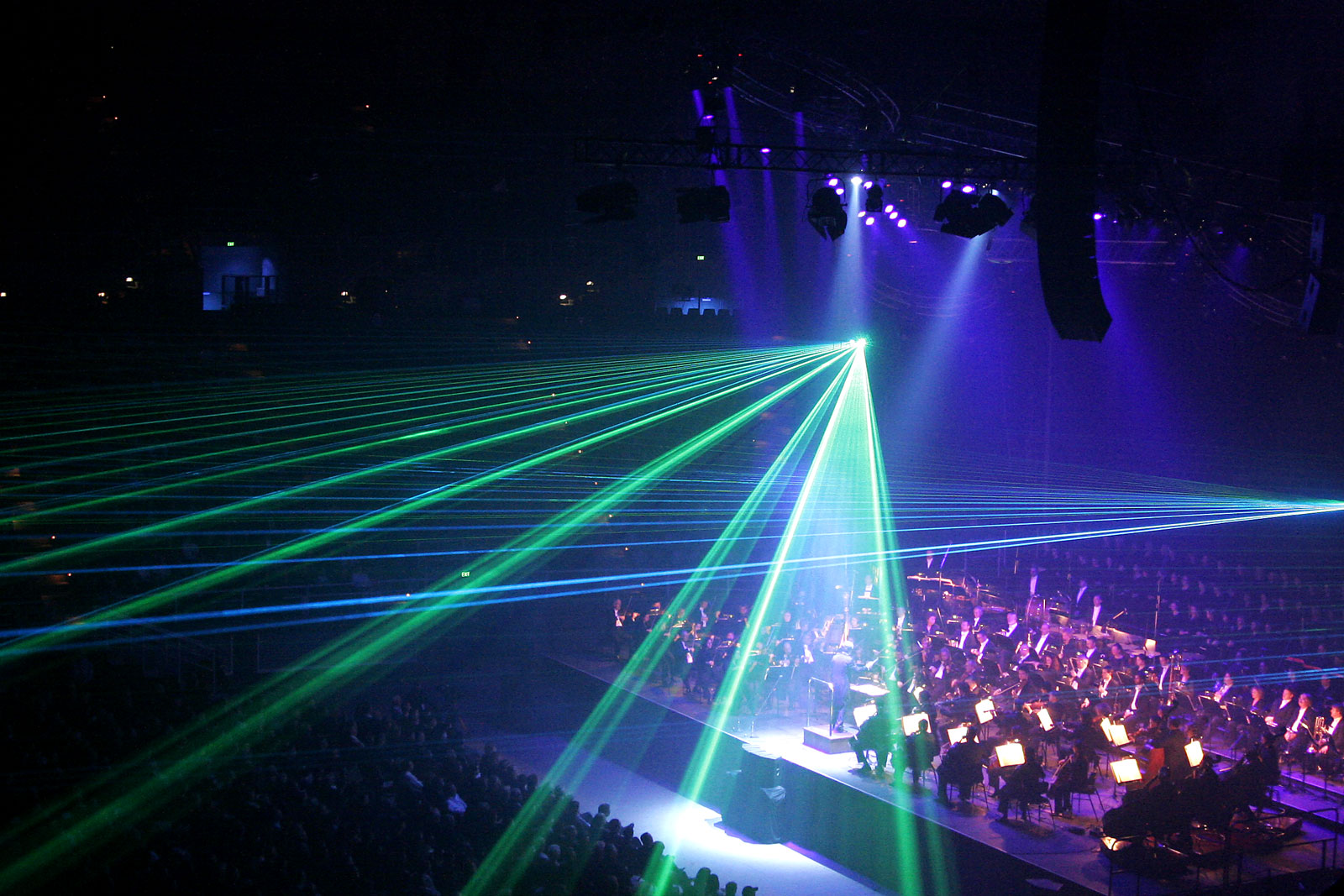
Iluminación de un escenario musical.

La fatiga visual se ocasiona si los lugares de trabajo y las vías de circulación no disponen de suficiente iluminación, ya sea natural o artificial, adecuada y suficiente durante la noche y cuando no sea suficiente la luz natural.
Las instalaciones de iluminación de los locales, de los puestos de trabajo y de las vías de circulación deberían estar colocadas de tal manera que el tipo de iluminación previsto no suponga riesgo de accidente para los trabajadores.
Los locales, los lugares de trabajo y las vías de circulación en los que los trabajadores estén particularmente expuestos a riesgos en caso de avería de la iluminación artificial deben contar con una iluminación de seguridad de intensidad suficiente.
La iluminación deficiente ocasiona fatiga visual en los ojos, perjudica el sistema nervioso, ayuda a la deficiente calidad de trabajo y es responsable de una buena parte de los accidentes de trabajo. Un sistema de iluminación debe cumplir los siguientes requisitos:
- La iluminación tiene que ser suficiente y la necesaria para cada tipo de trabajo. La iluminación óptima para el ojo humano, es aquella que consigue una luminancia (densidad de iluminación) de 100 Cd/m² (candelas por metro cuadrado). Una diferencia de luminancia mayor de 10:1 produce deslumbramiento.[3]
- La iluminación tiene que ser constante y uniformemente distribuida para evitar la fatiga de los ojos, que deben acomodarse a la intensidad variable de la luz. Deben evitarse contrastes violentos de luz y sombra, y las oposiciones de claro y oscuro. El contraste máximo recomendado para la luz es de 3:1, esto es que la iluminación en las zonas «centrales» no supere en más de tres veces a la iluminación de las zonas oscuras (para evitar problemas de adaptación a la luz, que en una sala sería de 5 minutos de tiempo de adaptación a la luz). (Normativa DIN 5035).
- Los focos luminosos tienen que estar colocados de manera que no deslumbren ni produzcan fatiga a la vista debido a las constantes adaptaciones.[4]

Algunas medidas que se pueden tomar para cumplir estos requisitos son:
- Instalar las fuentes de luz fuera de la dirección de visión
- Usar difuminadores de la luz, o barreras (por ejemplo cristales mate, chapas de metal perpendiculares en los tubos fluorescentes de oficinas,...)
- Colocación de las luces, tubos fluorescentes paralelos a la fuente de visión (vienen hacia nosotros)...
- Selección de lámparas y bombillas con una baja densidad de iluminación (luminancia), por ejemplo tubos fluorescentes o ledes (5 vatios pueden dar 400 lumen) en vez de bombillas tradicionales (unos 60 vatios pueden dar 800 lumen).
- Usar superficies mate para evitar que se produzcan deslumbramientos por reflexión de la luz.

Para un trabajo de precisión, y de requerimientos de agudeza visual, se requiere que la distancia a la pieza de trabajo sea inferior a 600 mm, que el ángulo de visión sea mayor de 30 grados, y que la iluminación sea superior a los 500 lux.

#### Regla sencilla de densidad de iluminación
Para una intensidad lumínica deseada (luminancia), se obtiene con un número de vatios por metro cuadrado (W/m²) de techo a una cierta altura (2 m / 3 m / 4 m):
- (1000) - 50 / 60 / 64
- (750) - 38 / 45 / 48
- (500) - 25 / 30 / 32
- (300) - 15 / 17 / 19
- (200) - 10 / 11 / 13
- (100) - 5 / 6 / 6
- (50) - 3 / 3 / 4

A esto hay que tener en cuenta que la eficiencia de nuestra visión cambia con la intensidad lumínica (luminancia); por ejemplo, a 75 lux es del 78 %, a 100 lux es del 82 %, a 250 lux es del 85 %, a 500 lux es del 88 %, a 1000 lux es del 90 %, a 2000 lux es del 95 %, y a 10 000 lux sería el supuesto de eficiencia del 100 %. Además, hay que tener en cuenta la importancia del contraste.
La norma UNE 12464.1, de obligado cumplimiento para los países miembros de la Unión Europea, marca los niveles requeridos para los lugares de trabajo en interior. Norma a la que debe acudirse en el origen de todos los proyectos de iluminación para lugares de trabajo en interiores.
Según la Organización Mundial del Trabajo los requisitos de iluminación en el lugar de trabajo se dividen en cinco categorías diferentes, dependiendo del nivel de detalle requerido por el trabajo.

#### Los colores
Según el color de la fuente de emisión se produce un efecto sobre el estado anímico de las personas: las fuentes de alimentación blancas (iluminación diurna) «activan» (producen un «estado de ánimo diurno»), mientras que las bombillas tradicionales, con una elevada composición de rojo, producen pasividad y un estado de ánimo de tarde-noche (de atardecer).
Otra característica es que el rojo e infrarrojo son emisores térmicos, con elevada transmisión de calor, y que son las frecuencias de onda que absorben principalmente las plantas durante la fotosíntesis (de ahí que dejen las frecuencias residuales, que no procesan a energía química: el verde).
Según la temperatura de emisión se obtiene una temperatura del color, relacionada con las fuentes de calor. Bombilla tradicional: 2800 K (Kelvin); bombillas cálidas: 2900 K; luz blanca: 4000 K; luz diurna (al mediodía, con cielo despejado): 5200 K; luz diurna (en días nublados, que es más azul): más de 6000 K.
Según el color de la luz, se clasifican las lámparas en tres categorías: luz cálida (alto porcentaje de rojo, bombilla tradicional), luz neutral (para el trabajo, oficinas, tiendas, etc.), y luz diurna (usada en elevadas necesidades de intensidad de iluminación).
Una normativa de iluminación es la DIN 5035.

#### Tabla de iluminación en los centros de trabajo, en lux
Emitancia luminosa (luminosidad emitida) mínima para los centros de trabajo según diferentes tareas.
Requerimiento a la vista - Emitancia luminosa (lux) - Ejemplo:
- (muy baja) - 50 - Zonas de tráfico, almacenes, etc.
- (baja) - 100 - Áreas de descanso
- (poca) - 200/300 - Trabajos mecánicos y de taller, soldadura, cepillado, etc.
- (media) - 500 - Oficinas
- (alta) - 750/1000 - Dibujo técnico, trabajo mecánico de precisión
- (muy alta) - 1500 - Fabricación de relojes
- (Fuera de lo habitual) - 2000

## Eficiencia energética en iluminación
El rendimiento lumínico de las lámparas incandescentes es de 10 lm/W (lúmenes por vatio). Las lámparas incandescentes halógenas tienen un rendimiento lumínico de 20 lm/W. La vida útil de este tipo de lámparas es de 1000 a 2000 horas.
Las lámparas de mercurio de alta presión alcanzan un rendimiento de 40 a 55 lm/W y su duración es de 15 000 horas; se utilizan en la iluminación pública o de grandes espacios. Las lámparas de mercurio halogenadas incluyen un aditivo de halogenuro metálico que agrega más bandas de emisión, con lo cual su rendimiento lumínico alcanza los 80 lm/W; se usan para alumbrado interior o exterior de fachadas, monumentos, etc. Su rotura libera vapor de mercurio que incrementa el riesgo de envenenamiento por mercurio.
Las lámparas de sodio de alta presión alcanzan un rendimiento de 100 a 120 lm/W, con una vida de hasta 16 000 horas. Se usan en alumbrado público.
Los tubos fluorescentes tienen un rendimiento de 60 a 80 lm/W, con una duración de 10 000 horas. Son utilizados en iluminación interior.
Las bombillas de bajo consumo, propiamente denominadas compact fluorescent lamp (o CFL), tienen un rendimiento algo menor que el de un fluorescente clásico: 55 lm/W.
Los diodos emisores de luz (ledes) tienen rendimientos comunes de 55 lm/W en sus versiones más conocidas, pero en los últimos años este aspecto ha sido mejorado con creces (en especial tras el desarrollo de ledes de iluminación de color azul y blanco) y se comercializan con rendimiento de 90 lm/W (P7) e incluso 110 lm/W, consiguiendo así un nuevo motivo para abrirse paso en el mercado; comúnmente se usan en iluminación de interiores, lámparas de estudio, vitrinas, señalización de automóviles y en usos arquitecturales.
También es relevante la eficiencia en la absorción de colores por el ojo humano, pues el verde será absorbida en más de diez veces que el morado, pues la eficiencia de nuestros conos de color al absorber esas frecuencias es muy baja.
Existen diversas tecnologías de control de la iluminación: regulación de potencia, sensores de proximidad, combinación luz natural-luz artificial, doble iluminación e iluminación selectiva.

## Iluminación interior
La iluminación interior de un edificio o vivienda es tan importante como los cálculos civiles de la obra o el diseño arquitectónico de la edificación. Por ejemplo, el bienestar y rendimiento de los empleados de una planta industrial dependerá en buena medida de la calidad de la iluminación.
Los tradicionales tubos fluorescentes F48T12 y F40T12 que se usan mucho (por ejemplo, en casi todas las droguerías), y los bombillos halógenos dicroicos levantan en el estío aire caliente y molesto, y su mantenimiento es incómodo y costoso.
En cambio los bombillos ahorradores de energía compactos, al lado de las modernas lámparas de ledes; y los tubos fluorescentes F28T5 (enlace roto disponible en Internet Archive; véase el historial, la primera versión y la última). o F32T8 (enlace roto disponible en Internet Archive; véase el historial, la primera versión y la última)., producen un ambiente fresco, agradable y relajado (aunque el cuidado para el funcionamiento adecuado de estos dos últimos también es cuantioso).
Los resultados de esta iluminación son: sensación agradable en el ambiente ante una luz clara y fresca, mayor productividad, menos visitas al médico, menos costo de energía y de mantenimiento eléctrico de las lámparas (se ahorra de un 30 a un 70 %, dependiendo de la tecnología empleada y horas de vida de las luminarias); además, hay que sumar a todo lo expuesto el posterior beneficio ambiental.
Los bombillos incandescentes tradicionales son de bajo costo, pero con la desventaja de su corta duración (1000 horas en condiciones normales) y alto consumo de energía lo que los hace poco amigables con el medio ambiente; además de su bajo índice de reproducción de colores en el espacio. Éstos, junto con la iluminación halógena, son muy recomendados con sensores de movimiento.
Los administradores de edificios trabajan más tranquilos y rinden más cuando no son absorbidos por los múltiples problemas que traen consigo la iluminación tradicional: como en el caso de los tubos fluorescentes con sus costosos balastos, accesorios, transporte, gran consumo de energía, y manutención de técnicos electricistas.
A más de esto y aquello, si estas lámparas estuvieran conectadas a sensores de movimiento para control de iluminación, la vida útil se podría reducir tanto, que los gastos normales del mantenimiento de las luces podrían versen pequeños ante el excesivo gasto anormal de tubos fluorescentes. El permanente encendido y apagado de las luces en zonas de mucha ocupación reducen la duración normal de las lámparas fluorescentes.
Como se ha visto, una adecuada y fresca iluminación interior y exterior produce más comodidad, y bienestar económico y personal; por ejemplo: gratitud de parte de los residentes de un edificio hacia su administrador en virtud de una inversión bien hecha: dinero que antes se invertía en el costoso mantenimiento de la iluminación podría ser aprovechado en otros gastos o necesidades particulares o generales, incluso en lujos.

## Software
El software DIALux se puede utilizar como un potente software para planificar, calcular y visualizar la iluminación de espacios interiores y exteriores. Con DIALux se pueden planificar habitaciones individuales, edificios de varios pisos, caminos, plazas de aparcamiento y calles.